# ديسبور
ديسبور هي مستوطنة، ومدينة، في الهند، تقع في Lower Assam ‏، بلغ عدد سكانها 957,352  نسمة وذلك حسب إحصائيات سنة 2011، رمزها البريدي هو 781005.